# Ordem militar

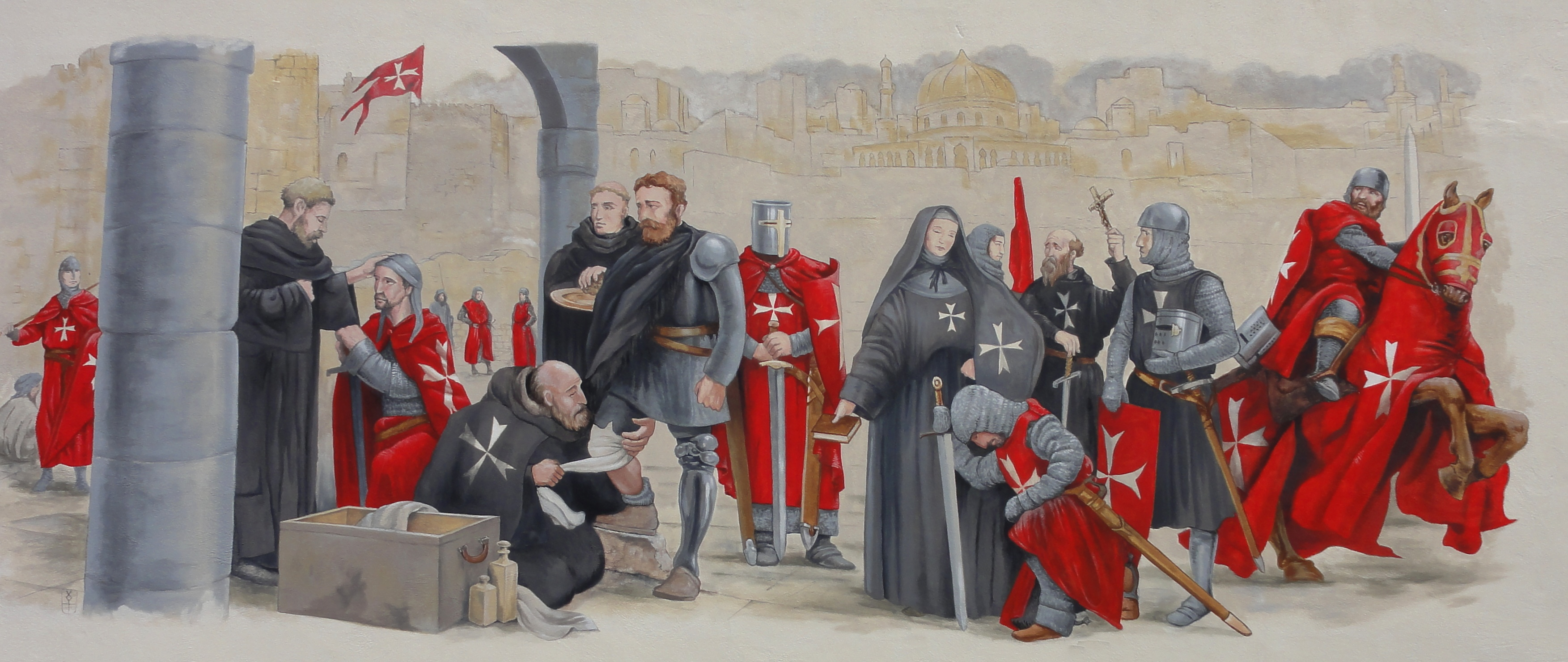
Comenda de Soultz, França, da Ordem de São João de Jerusalém (Malta)

Uma Ordem militar é uma ordem religiosa cristão. Seus membros se dedicavam à defesa dos lugares sagrados e dos peregrinos, a reconquista, bem como à restauração das práticas religiosas de acordo com a " Escrituras Sagradas ". As ordens militares cristãs mais antigas são os Cavaleiros de São Pedro, os Cavaleiros Templários, os Hospitalários da Ordem de São João de Jerusalém, a Ordem de Santiago, a Ordem de Calatrava. Surgindo na Idade Média em conexão com as Cruzadas e os Estados cruzados, tanto na Terra Santa como na Península Ibérica, elas são as predecessores das ordens de cavalaria.
A maioria dos membros das ordens militares eram cavaleiros leigos que faziam votos religiosos, como pobreza, castidade e obediência, de acordo com os ideais monásticos e seguindo as suas regras. Cada ordem tinha uma rede de espaços de moradia, casas fortificadas, fazendas e residências comunitárias chamadas comendas, espalhadas por toda a Europa. Essas ordens tinham uma estrutura hierárquica com, geralmente, um Grão-mestre no topo.

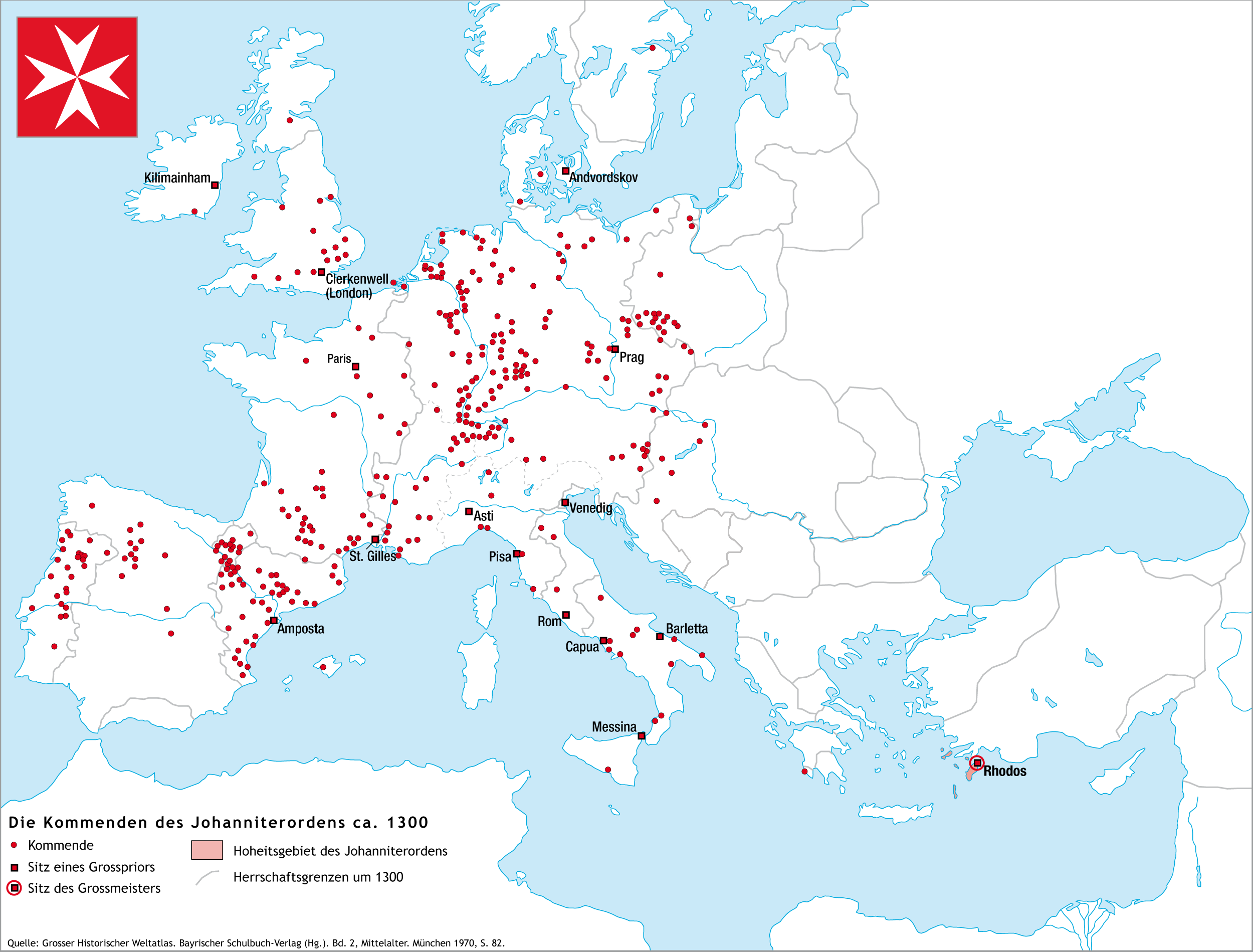
Comendas da Ordem de São João de Jerusalém por volta de 1300.
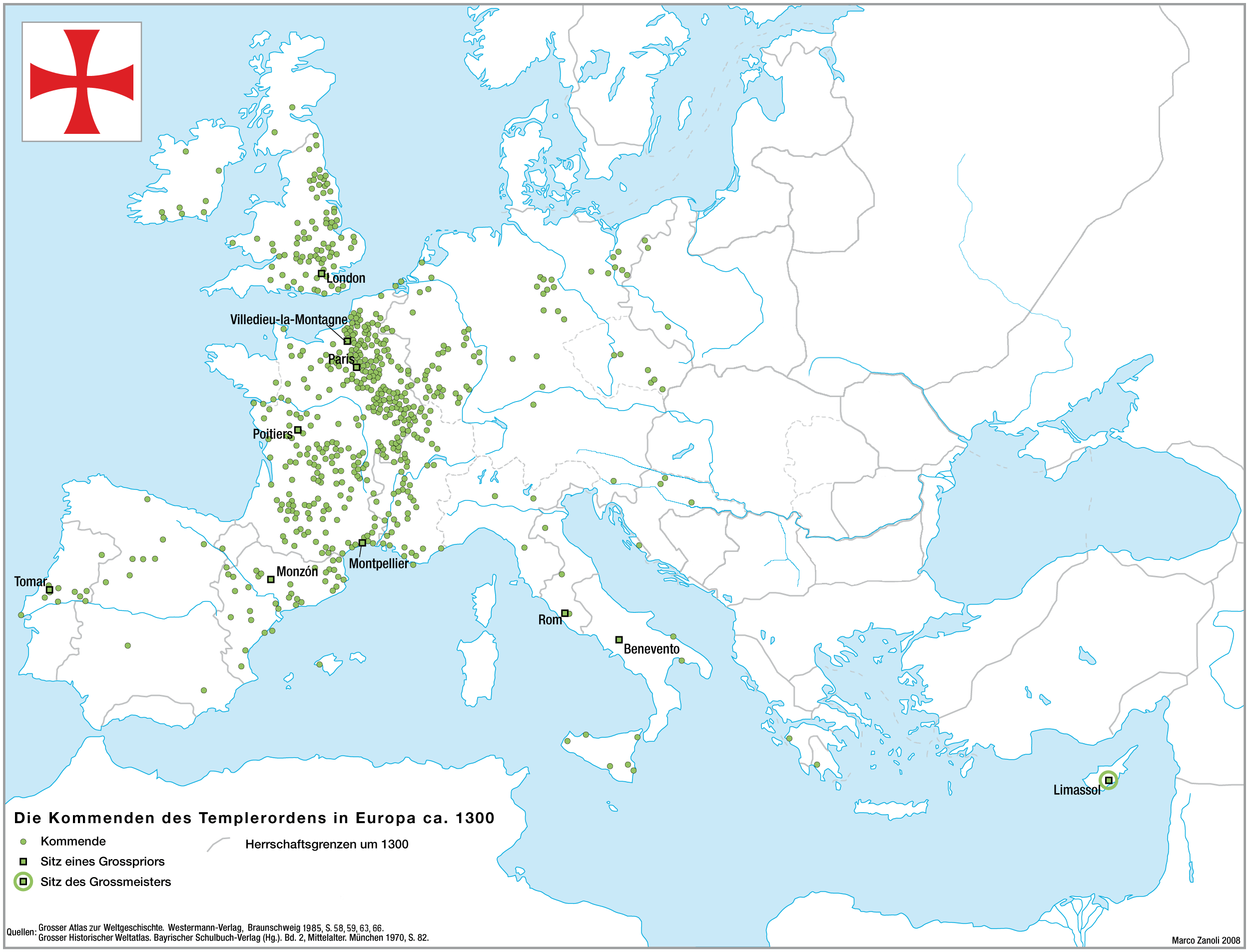
Comendas da Ordem do Templo por volta de 1300.
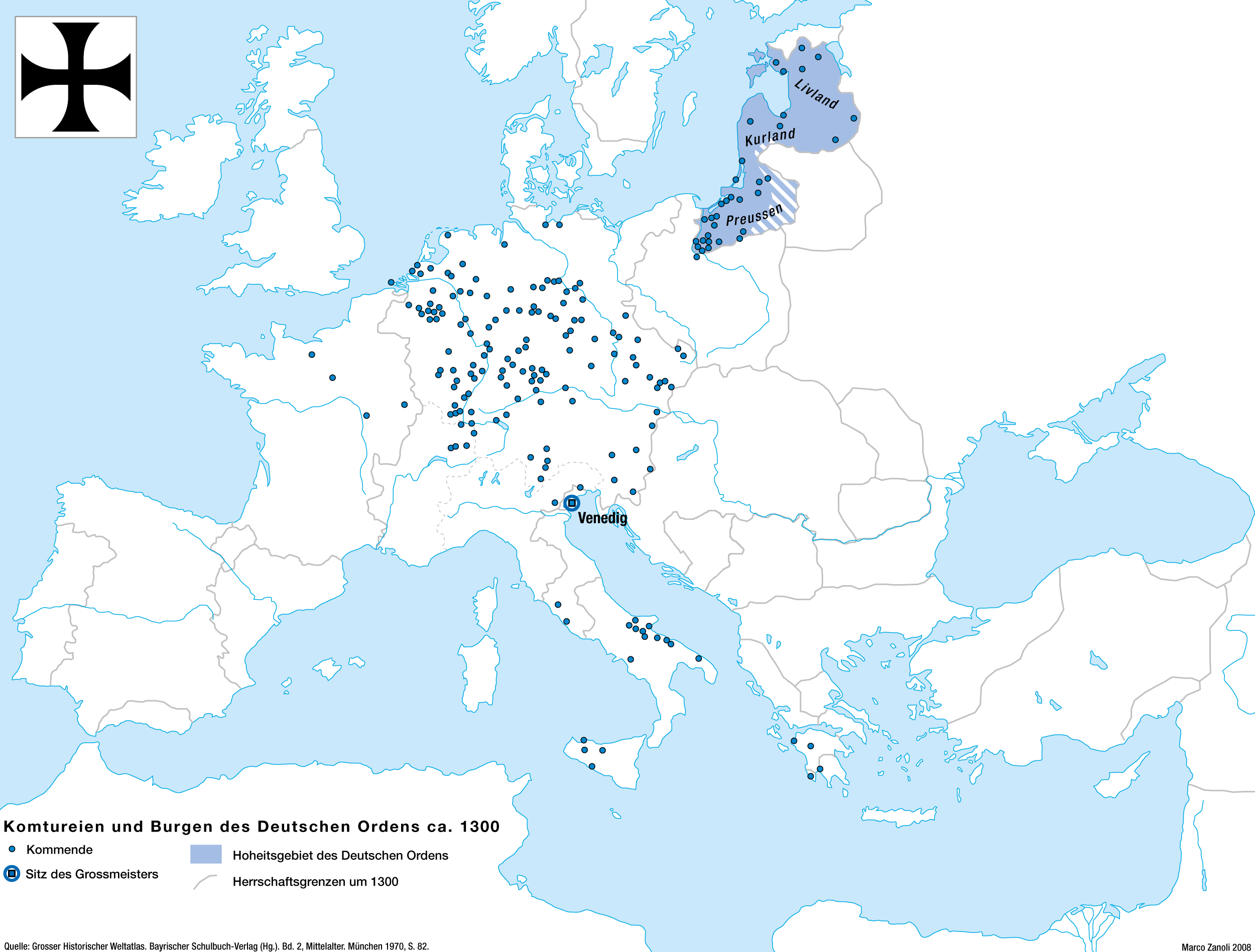
Comendas da Ordem Teutónica por volta de 1300.

Nascidas pela luta contra o Império Islâmico na Espanha e no Oriente, as ordens militares combinavam modos de vida religiosos e militares. Alguns deles, como os cavaleiros Hospitalários, os Cavaleiros de São Tomás e a Ordem dos Santos Maurício e Lázaro, também tinham objetivos de caridade e cuidavam dos doentes e dos pobres. Essas ordens não eram instituições puramente masculinas, já que as freiras podiam se filiar aos conventos das ordens e servir lá.

## Origem das ordens militares
Talvez devêssemos procurar a criação dos "monges soldados" nos Cavaleiros de São Pedro ( milites Sancti Petri ), uma milícia criada em 1053 pelo Papa Leão IX para lutar contra os normandos do sul da Itália, na Batalha de Civitate  ou na fundação da ordem canónica regular do Santo Sepulcro, após a captura de Jerusalém em 1099, por Godofredo de Bulhão. A missão dessa Ordem era auxiliar o Patriarca de Jerusalém em suas diversas tarefas. Vários homens de armas, provenientes da cruzada, entraram então ao serviço do patriarca para proteger o Santo Sepulcro. Esses homens, encarregados de garantir a proteção da propriedade do Santo Sepulcro, bem como da comunidade dos cónegos, eram chamados milites Sancti Sepulcri.

## Origem das Ordens Militares daReconquista

Territórios das ordens militares ibéricas no século XV :
Ordem de Calatrava
Ordem de Santiago
Ordem de Alcântara
Ordem de Sant'Iago da Espada
Ordem de Avis
Ordem Hospitalária de São João de Jerusalém (Castilha)
Ordem Hospitalária de São João de Jerusalém (Portugal)
Ordem de Montesa (antigas terras da Ordem do Templo em Aragão)
Ordem de Cristo (antigas terras da Ordem do Templo em Portugal)
Sede da Ordem

A Península Ibérica foi palco da mais longa guerra santa, com duração de quase oitocentos anos. A partir de 1031, o Califado Omíada de Córdova dividiu-se em taifas, permitindo aos cristãos retomar a iniciativa militar com a conquista de Toledo em 1085.   Foi durante este período que os Templários e os Hospitalários se estabeleceram em Espanha, onde fundaram numerosas comendas.   Em 1134, Afonso I de Aragão, cedeu seu reino aos Templários, aos Hospitalários e à ordem canónica regular do Santo Sepulcro.   Para proteger Toledo dos ataques de Córdova através das altas planícies que a separavam da Serra Morena, o imperador Afonso VII tomou, em 1147, a cidadela de Qualat Rawaah (castelo guerreiro). Encarregou os Templários da defesa deste posto avançado, mas eles, duvidando que pudessem mantê-lo face aos rumores de uma expedição, evacuaram-no em 1157.
Após o abandono de Qualat Rawaah, Sancho III de Castela confiou em 1158 a fortaleza de Calatrava ( Qualat Rawaah ) e as terras circunvizinhas a Raimundo de Serrat, abade do mosteiro cisterciense navarro de Santa Maria de Fitero e  Diego Velasquez. Em 1164 o Papa Alexandre III reconheceu a Ordem de Calatrava como uma ordem religiosa militar, sendo assim a mais antiga da peínsula.